# Моторин, Александр Юрьевич
Алекса́ндр Ю́рьевич Мото́рин (род. 22 мая 1955) — российский легкоатлет, специалист по бегу на длинные дистанции, марафону и сверхмарафону. Выступал за сборную России в 1990-х и 2000-х годах, серебряный призёр чемпионата России в беге на 100 км, многократный призёр всероссийских стартов, участник чемпионатов Европы и мира на дистанции 100 км.

## Биография
Александр Моторин родился 22 мая 1955 года. Занимался лёгкой атлетикой в Москве.
В 1991 году с результатом 2:39:13 занял 101-е место на Московском международном марафоне мира.
В 1992 году показал 54-й результат на Московском международном марафоне мира (2:41:12), 13-й результат на Космическом марафоне в Королёве (2:37:13).
В 1993 году финишировал седьмым на впервые проводившемся Кубке России по бегу на 100 км в Королёве, занял 43-е место на Московском международном марафоне мира (2:38:11) и 12-е место на Космическом марафоне (2:34:31).
В 1994 году в составе российской сборной стартовал на чемпионате Европы по бегу на 100 км в нидерландском Винсхотене, с результатом 6:46:57 пришёл к финишу пятым. Помимо этого, был шестым на Космическом марафоне и четвёртым на 100-километровом супермарафоне в польском Калише.
В 1995 году на чемпионате Европы в Шавань-ан-Пайе установил свой личный рекорд на дистанции 100 км — 6:39:50, став пятым. Позднее на чемпионате мира по бегу на 100 км в Винсхотене с результатом 6:41:46 закрыл десятку сильнейших.
В 1996 году был седьмым на финише 100-киломтерового пробега в бельгийском Торхауте, 16-м на Космическом марафоне, седьмым на супермарафоне в Калише.
В 1997 году среди прочего занял 12-е место на чемпионате Европы по бегу на 100 км в Фаэнце, 19-е место на Московском международном марафоне мира, установив личный рекорд на марафонской дистанции, взял бронзу на супермарафоне в Калише.
В 1998 году стал шестым на чемпионате Европы по бегу на 100 км в Торхауте, 14-м на Космическом марафоне.
В 1999 году с результатом 6:45:43 завоевал серебряную награду на чемпионате России по бегу на 100 км в Черноголовке, уступив на финише только Анатолию Кругликову. В той же дисциплине представлял страну на чемпионате мира в Шавань-ан-Пайе — показал время 6:46:33, расположившись в итоговом протоколе соревнований на 11-й строке.
На 100-километровом чемпионате Европы 2000 года в Бельвесе с результатом 6:54:28 финишировал четвёртым. Кроме того, был третьим на 4-м лесном марафоне «Белочка» в Москве и восьмым на супермарафоне в Калише.
В 2001 году занял 17-е место на Космическом марафоне в Королёве (2:39:13).
В 2002 году бежал 100 км на чемпионате России в Черноголовке, но сошёл с дистанции. Показал 30-й результат на Московском международном марафоне мира.
В 2003 году закрыл двадцатку сильнейших на Сибирском международном марафоне в Омске, стал 15-м на Московском международном марафоне.
В 2004 году финишировал четвёртым на лесном марафоне «Белочка» в Москве, занял 26-е место на чемпионате мира по бегу на 100 км в Винсхотене, 13-е место на полумарафоне «Семь холмов» в Москве.
В 2005 году показал 44-й результат на Московском марафоне «Лужники», 17-й результат на чемпионате Европы по бегу на 100 км в Винсхотене.
В 2006 году занял 43-е место на Сибирском международном марафоне, восьмое место на Космическом марафоне.
В 2008 году отметился выступлением на Зеленоградском полумарафоне, показал на финише 60-й результат.
В 2010 году бежал 10 км в рамках марафона «Белые ночи» в Санкт-Петербурге.
В 2015 году стартовал на дистанции 20 км на Осеннем марафоне МИЭТ в Зеленограде.
В 2016 году финишировал шестым на Московском марафоне Победы.
Сын Иван Моторин (род. 1985) — так же известный бегун длинные дистанции, выступающий трейле, кроссе и сверхмарафоне.